# Marumoïta
La marumoïta és un mineral de la classe dels sulfurs.

## Característiques
La marumoïta és una sulfosal de fórmula química Pb32As40S92. Va ser aprovada com a espècie vàlida per l'Associació Mineralògica Internacional l'any 1998. Cristal·litza en el sistema monoclínic. Rep el nom en honor de Fumiyuki Marumo (丸 茂 文 幸) (n. 1931, prefectura de Kanagawa, Japó), professor de mineralogia i cristal·lografia a la Universitat Nihon, a Tòquio, especialista en les estructures dels sulfosals.
Segons la classificació de Nickel-Strunz, la marumoïta pertany a «02.HC: Sulfosals de l'arquetip SnS, amb només Pb» juntament amb els següents minerals: argentobaumhauerita, baumhauerita, chabourneïta, dufrenoysita, guettardita, liveingita, parapierrotita, pierrotita, rathita, sartorita, twinnita, veenita, dalnegroïta, fülöppita, heteromorfita, plagionita, rayita, semseyita, boulangerita, falkmanita, plumosita, robinsonita, moëloïta, dadsonita, owyheeïta, zoubekita i parasterryita.

## Formació i jaciments
Va ser descoberta a la Pedrera Lengenbach, situada a la localitat de Fäld (Valais, Suïssa). També ha estat descrita a la mina Okoppe, a la prefectura d'Aomori (Japó). Aquests dos indrets són els únics de tot el planeta on ha estat descrita aquesta espècie mineral.